# فيل تشابل
فيل تشابل (بالإنجليزية: Phil Chapple)‏ هو لاعب كرة قدم بريطاني في مركز الدفاع، ولد في 26 نوفمبر 1966 في نورتش في المملكة المتحدة. لعب مع تشارلتون أثلتيك وكامبريدج يونايتد ونادي بيتربورو يونايتد.

## وصلات خارجية
- فيل تشابل على موقع قاعدة بيانات كرة القدم.إي يو (الإنجليزية)
- فيل تشابل على موقع Soccerbase.com (لاعب) (الإنجليزية)